# Tanyproctus kraatzi
Tanyproctus kraatzi är en skalbaggsart som beskrevs av Edmund Reitter 1902. Tanyproctus kraatzi ingår i släktet Tanyproctus och familjen Melolonthidae. Inga underarter finns listade i Catalogue of Life.